# شرح مصور نقش رستم
شرح مصور نقش رستم نام کتابی نوشتهٔ علیرضا شاپور شهبازی است که در سال ۱۳۵۷ خورشیدی توسط انتشارات بنیاد تحقیقات هخامنشی چاپ شد. این کتاب به‌زبان‌های فارسی، انگلیسی، آلمانی و فرانسوی منتشر شد.